# Сироне
Сиро̀не (на италиански: Sirone, на западноломбардски: Sironn, Сирон) е село и община в Северна Италия, провинция Леко, регион Ломбардия. Разположено е на 280 m надморска височина. Населението на общината е 2372 души (към 2014 г.).